# 마르코 보데
마르코 보데(독일어: Marco Bode, 1969년 7월 23일, 니더작센주, 오스테로데 암 하어츠 ~)는 은퇴한 독일의 축구 선수이며, 현재 푸스발-분데스리가 소속팀 베르더 브레멘의 구단주이다.

## 클럽 경력
그는 1988년 SV 베르더 브레멘의 리저브팀에 입단하기 전에 지역 클럽인 VfR 오스테로데에서 활약하였다. 그는 당시 브레멘의 감독이었던 오토 레하겔의 눈에 띄어 금세 1군으로 승격되었다.
1989년부터 2002년까지 브레멘 1군에서 활약한 보데는 379번의 1군 경기에 출전하여 101골을 득점하였고, 이는 클라우디오 피사로에 이은 브레멘 역대 분데스리가 최다 골 2위에 해당하는 기록이다. 그는 FC 바이에른 뮌헨을 비롯한 여러 명문 클럽의 러브콜을 받았으나, 브레멘에 일편단심이었고, 2002년 FIFA 월드컵 이후에 현역 은퇴를 선언하였다. 보데는 거친 플레이를 지양하는 신사적인 플레이를 펼치는 선수로, 선수 생활동안 받은 경고는 통산 총 10번에 불과하고, 단 한차례의 레드 카드도 받은 적이 없다. 그는 여러 차례의 TV 인터뷰로 화제가 되기도 했다.

## 국가대표팀 경력
1995년 이후 7년간 보데는 독일 축구 국가대표팀 일원으로 40경기에 출장하여 9득점을 기록하였다. 그는 UEFA 유로 1996의 결승전과 2002년 FIFA 월드컵의 결승전에 모두 참가하였다. 2002년 FIFA 월드컵에서 루디 푈러는 카메룬과의 E조 최종전에서 0-0으로 양쪽 득점포가 침묵하는 와중에 교체 출전하였다. 보데는 은퇴를 앞두었기에, 독일 팬들은 보데의 출전에 의문을 가졌으나, 보데는 이 경기에서 선제골을 득점, 2-0 승리로 독일의 E조 1위 16강행을 도와 그 의문을 잠재웠다. 이는 보데의 현역 마지막 골이었고, 이후 브라질과의 결승전에 마지막 출전을 하였는데, 이 경기에서 독일은 0-2로 브라질에 완패하며 대회를 준우승으로 마무리했다.

## 수상
- 푸스발-분데스리가: 1992–93
- DFB-포칼: 1990–91, 1993–94, 1998–99
- DFL-슈퍼컵: 1988, 1993, 1994
- UEFA 컵 위너스컵: 1991–92
- UEFA 슈퍼컵 준우승: 1992
- UEFA 인터토토컵: 1998
- UEFA 유럽 축구 선수권 대회: 1996
- FIFA 월드컵 준우승: 2002